# Vénus Townley

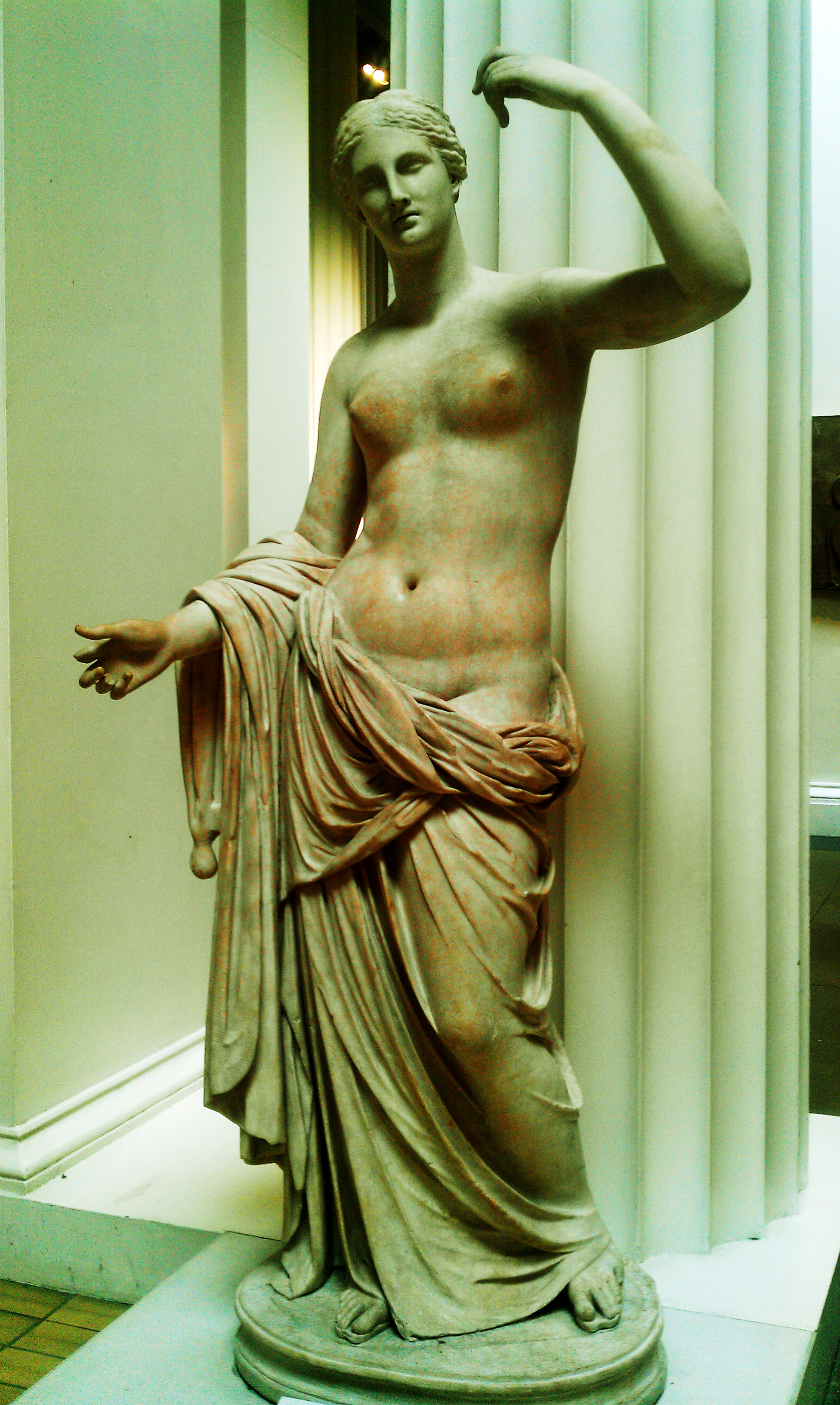
A Vênus Townley em exibição no Museu Britânico

A Vénus (português europeu) ou Vênus (português brasileiro) Townley é uma escultura romana de 2,14 metros de altura do século I ou II d.C. em mármore proconesiano da deusa Vénus, da colecção de Charles Townley. Foi comprada do negociante Gavin Hamilton, que a escavou em Óstia em 1775. Townley a despachou para a Inglaterra em duas partes (já estava partida quando foi encontrada) para que passasse pelos controles alfandegários dos antiquários papais.
Adaptada de um original grego perdido do século IV a.C., a deusa está parcialmente vestida, com o torso nu. Os braços foram restaurados no século XVIII e a estátua foi colocada noutro pedestal, mudando assim a pose e o ponto de vista originais. Se a restauração estiver correta, os seus braços estão em uma pose que lembra a Vénus de Cápua ou Vénus de Milo, e como elas pode ter segurado um espelho.
Foi vendida ao Museu Britânico em 1805 com o Número de Registo 1805.0703.15 e Escultura 1574, e geralmente está em exibição na Sala 84, embora tenha ido para a exposição Praxiteles 2007 no Louvre. A estátua foi danificada em dezembro de 2015, quando um funcionário que trabalhava no museu bateu acidentalmente na mão direita, quebrando o polegar, mas desde então foi restaurada.